# A Whole Lotta Love Run Riot
«A Whole Lotta Love Run Riot» es un disco sencillo del dueto inglés de música electrónica Erasure, publicado el 12 de marzo de 2012. A Whole Lotta Love Run Riot (versión del álbum) se usó exclusivamente en Alemania como tercer corte —sólo como descarga digital— en lugar de Fill Us with Fire, por lo que a la sazón sería el trigesimoseptimo corte.

## Lista de temas
Bajada digital
1. «A Whole Lotta Love Run Riot» – (versión de álbum) 3:46

## Créditos
Producido por Frankmusik, esta canción fue compuesta por Clarke/Bell.

### Arte
- Diseño: Tom Hingston Studio
- Esculturas: Kate Macdowell
- Fotografía: Dan Kvitka